# Cosma Indicopleuste
Cosma Indicopleuste, pseudonimo di Costantino di Antiochia (in greco Κοσμᾶς Ἰνδικοπλεύστης?, Kosmâs Indikopléfstīs; Antiochia di Siria, inizio VI secolo – Alessandria d'Egitto, fine VI secolo), è stato un mercante, filosofo e cartografo siriaco.

## Biografia
Mercante siriaco vissuto nel VI secolo nonché navigatore dell'area indiana (da cui indicopleuste: "che viaggiò in India", sebbene sembri non si sia mai spinto oltre l'Etiopia, nell'antichità spesso confusa con l'India). Cristiano di dottrina duofisita nestoriana, fu allievo di Aba I.

## Opere
Cosma è noto per un trattato di cosmologia, la Topografia cristiana di Cosma Indicopleuste, di cui si conoscono tre manoscritti greci. Il più antico è quello conservato nella Biblioteca Vaticana, segnato ms. Vat. gr. 699 (copia costantinopolitana del IX secolo dell'originale alessandrino). La copia vaticana misura 33x41 centimetri, col testo in due colonne. Altri due esemplari sono conservati nella Biblioteca Laurenziana di Firenze ed al Monte Sinai, nel Monastero di Santa Caterina. Il committente della lussuosa copia vaticana del IX secolo appartiene probabilmente alla colta cerchia del patriarca Fozio I di Costantinopoli.
Il trattato contiene 123 carte e 54 miniature, di cui 21 a pagina intera e 22 incorniciate, opera dello stesso Cosma; le ultime 5 appaiono più tarde, con colori più forti ed un panneggio differente, più increspato. 
Tra le principali miniature:
- sul frontespizio, una croce ansata iscritta in un cerchio rosso, con fagiani e pappagalli.
- una miniatura del Sole incorniciata, un tondo rosso con iscritta una figura di giovane, ed i raggi verso il basso, allegoria dell'ironia verso gli aristotelici che sostennero la sfericità della Terra: Cosma si rifà evidentemente alla tradizione biblica, esautorando gli studi ellenici cronologicamente posteriori.
- il cosmo a piani sovrapposti, non comunicanti sino al Giudizio universale.
- Giona nel ventre della balena.
- Mosè sale al Sinai: figure liberamente disposte, con accenni di ombre. Il roveto ardente ricorda un calice, e le leggi sono raffigurate in rotoli di papiro anziché tavole.
- una gazzella si gratta il muso, in un'oasi tra due palme: grande naturalismo e percezione dell'animale come entità reale.

Nel IX secolo si decoravano salterii con disegni sui margini, e tra questi spesso compare la rappresentazione degli antipodi così come nelle diverse copie del Cosma. Nei salterii d'epoca apparirebbero altre soluzioni iconografiche presenti già nel Cosma del VI secolo.
In Cosma la concezione del rapporto uomo-donna è paritaria: la donna nasce dal costato, nel lato dell'uomo, e quindi si pone sullo stesso piano anziché indietro o innanzi.